# Neuffons
Neuffons – miejscowość i gmina we Francji, w regionie Nowa Akwitania, w departamencie Żyronda.
Według danych na rok 1990 gminę zamieszkiwało 118 osób, a gęstość zaludnienia wynosiła 25 osób/km² (wśród 2290 gmin Akwitanii Neuffons plasuje się na 1058. miejscu pod względem liczby ludności, natomiast pod względem powierzchni na miejscu 1443.).